# Каперское свидетельство

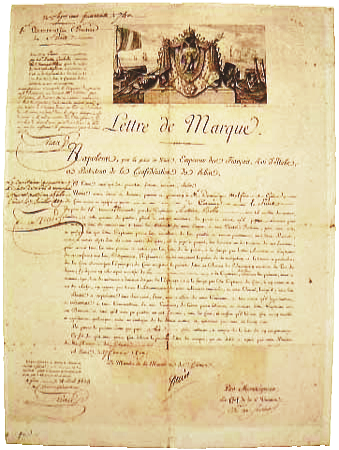
Каперское свидетельство, выданное капитану Антуану Болло через Доминика Мальфино из Генуи, владельца «Furet», каперского корабля водоизмещением в 15 тонн, 27 февраля 1809 года

Ка́перское свидетельство (каперский патент, англ. Letter of Marque and Reprisal, фр. lettre de course) — во времена парусного флота правительственный документ, разрешающий частному судну атаковать и захватывать суда, принадлежащие неприятельской державе, а также обязывающий предоставлять их адмиралтейскому суду для признания призом и продажи. Охота за неприятельскими судами при наличии каперского свидетельства — каперство — считалось уважаемым занятием, сочетающим патриотический порыв и прибыль, в противоположность нелицензированному пиратству, осуждавшемуся повсеместно. Французы называли каперские свидетельства lettre de course, что привело к появлению слова «корсар». Под термином «Letter of Marque» иногда понимали и само каперское судно, неуклюжий грузовой корабль с прямым парусным вооружением, способный при необходимости принять на борт добычу, английским же словом «приватир» (англ. privateer) называли быстроходное судно с косым парусным вооружением, с сильной артиллерией и большой командой, предназначенное в первую очередь для морских сражений.
Каперское свидетельство позволяло пересекать морские границы государств в поисках вражеских кораблей.

## Этимология английского названия
Староанглийское mearc, от германского *mark- — граница, межевой символ, от протоиндоевропейского *merǵ- — граница, предел.
Французское, от провансальского marca, от marcar — захватывать в качестве добычи.
Согласно Оксфордскому словарю английского языка, 2-е издание (Clarendon Press, 1989), первое письменно зафиксированное употребление выражения «letters of marque and reprisal» относится к 1354 году. Выражение встречается в законе, изданном в правление Эдуарда III, и означает «данное сувереном право применять силу против подданных враждебного государства для возмещения урона, нанесённого вражеской армией».

## Ранняя история

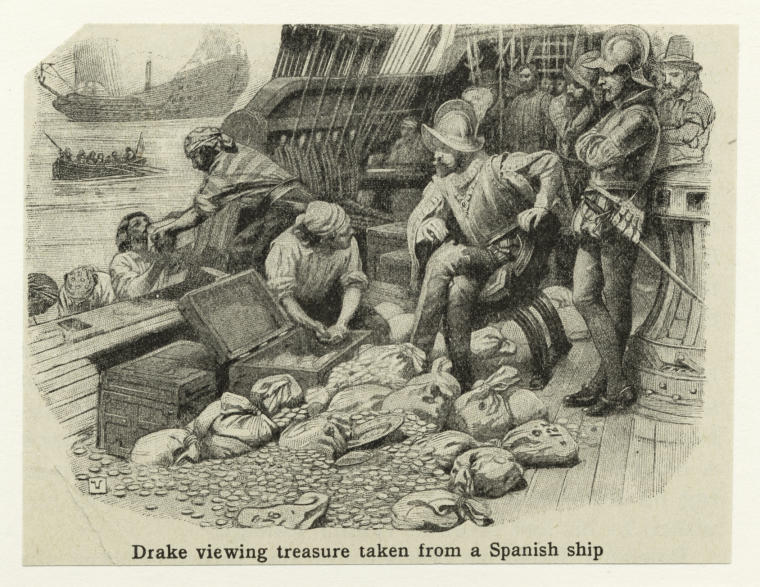
Фрэнсис Дрейк осматривает сокровища, взятые с испанского судна; предоставлено Нью-Йоркской публичной библиотекой www.nypl.org

В Средние века вооружённые частные корабли, пользуясь молчаливым согласием сеньора, если не по его распоряжению, регулярно нападали на торговые пути других держав. Так, например, Елизавета I получала долю от добычи, взятой Дрейком с испанских торговых судов (официально заявляя при этом, что не имеет отношения к деятельности Дрейка). Гуго Гроций в своём труде по международному праву «De Jure Praedae» (О праве добычи, 1604) оправдывал нападения голландцев на испанские и португальские суда.
Король Англии Генрих III впервые начал выдавать поручения, которые позже дадут основу каперским свидетельствам, в 1243 году. Эти ранние документы давались строго определённым лицам с тем, чтобы захватить врагов короля в море. Добыча при этом делилась между капером и королевской казной.
Первое настоящее каперское свидетельство появилось в 1295 году, в правление Эдуарда I. Согласно Гроцию, каперские свидетельства были сродни «частной войне», идея которой кажется странной современному человеку, но была распространена во времена, когда даже торговые суда вооружали для самозащиты.
Согласно сохранившемуся свидетельству, выданному в Англии в 1620 году, для получения такого документа судовладелец должен был обратиться в Адмиралтейский суд для оценки потерь, нанесённых ему неприятелем.
Выдача каперских свидетельств в военное время распространилась в Европе XVII века, когда большая часть европейских государств начала издавать законы, регулирующие выдачу таких документов.
Хотя частные поручения приватирам и каперские свидетельства первоначально различались юридически, к XVIII веку эта разница стало чисто технической. Конституция США дала Конгрессу власть выдавать каперские свидетельства, не оговаривая при этом отдельных поручений для каждого получателя.

## Выдача и правовые последствия каперского свидетельства
Процедура выдачи каперских свидетельств и выдающий их орган власти менялись в зависимости от времени и места. В американских колониях, например, их выдавали губернаторы именем короля. Во время Войны за независимость эта привилегия перешла вначале к органам власти отдельных штатов, затем к штатам и Континентальному конгрессу, а после принятия конституции каперские свидетельства стали выдавать Конгресс и президент. Для получения свидетельства судовладелец указывал в прошении название, описание, тоннаж и вооружение корабля, имя и место жительства владельца, расчётную численность команды, а также давал обязательство строго соблюдать законы страны и условия международных договоров. Каперское свидетельство «привязывалось» к судну, а не к его капитану, и часто указывало, в течение какого периода времени и на каких противников можно нападать. Например, во время Второй берберийской войны президент Мэдисон дал разрешение бригу «Grand Turk» из Салема действовать против «алжирских судов, государственных или частных». Интересно, что владелец брига не успел воспользоваться этим разрешением, поскольку оно было выдано в тот же самый день, когда война для США окончилась — 3 июля 1815 года.
Каперское свидетельство превращало частное торговое судно в морскую вспомогательную единицу. Капер пользовался защитой законов военного времени. В случае, если команду капера захватывал противник, её члены считались военнопленными; без свидетельства таких пленников считали пиратами «в состоянии войны со всем миром», преступниками, которых чаще всего вешали.
Поэтому морские разбойники того времени нередко пользовались преимуществами «удобных флагов». Француз ирландского происхождения Люк Райан и его лейтенанты за два года командовали шестью разными судами под флагами различных стран, воюющих на противоположных сторонах. Братья Лафит из Нового Орлеана пользовались каперскими свидетельствами, полученными за взятки у чиновников центральноамериканских правительств и у правительства независимого Техаса, чтобы прикрыть грабежи видимостью законности.

## Судебное освидетельствование и отзыв свидетельства
Каперское свидетельство обязывало капера предоставлять захваченные суда и груз адмиралтейскому суду своей или союзной державы для освидетельствования. Руководствуясь призовым правом, суд решал, является ли каперское свидетельство действительным и принадлежали ли захваченные судно или груз вражескому государству (что было не всегда легко определить, поскольку часто использовались «ложные» флаги). В случае положительного решения суда добыча шла на продажу, а вырученные деньги делились между хозяином и командой каперского судна. Без решения суда прежний хозяин судна и груза мог потребовать их возврата и возмещения убытков.
Во время гражданских войн, в случае разделённой верховной власти, часто возникали вопросы о действительности каперского свидетельства. Английский суд, например, отказывался признавать свидетельства, выданные в мятежной Ирландии в правление Якова II, и повесил восемь капитанов-приватиров как пиратов.
Во время Гражданской войны в США северяне обвинили в пиратстве команду капера «Savannah», поскольку не признавали Конфедерацию независимым государством. Осуждённым был вынесен смертный приговор, впрочем, отменённый, когда лидер южан Джефферсон Дэвис пообещал казнить по одному пленному офицеру северян за каждого повешенного капера Конфедерации. После этого с экипажем корабля обращались как с военнопленными.
Условия свидетельства также обязывали капера соблюдать законы военного времени, выполнять обязательства международных договоров (не нападать на нейтральные суда) и, в особенности, обращаться с пленниками так вежливо и гуманно, насколько это возможно без угрозы для экипажа капера. При невыполнении этих условий адмиралтейский суд мог аннулировать каперское свидетельство, отказать в выплате призовых денег и даже взыскать с команды капера компенсацию за вред, причинённый пленникам.

## Отмена каперства
Нередко две страны заключали договор об отказе от каперства, как систематически поступали, например, Англия и Франция, начиная с 1324 года. Тем не менее, каперство в следующие 500 лет появлялось в каждой войне, где эти две страны участвовали на противоположных сторонах.
Бенджамин Франклин в 1792 году попытался убедить Францию перестать выдавать каперские свидетельства, однако попытка потерпела неудачу, когда вновь началась война с Британией. В конце концов, после конгресса, положившего конец Крымской войне, семь европейских государств подписали Парижскую декларацию 1856 года, запрещающую каперство. Позже к ним присоединились ещё 45 стран, что означало конец каперства во всём мире. США не присоединились к декларации, поскольку выступали за защиту всей гражданской собственности в открытом море. Несмотря на подписание конвенции, выдача каперских свидетельств продолжалась. В 1879 году, в начале Второй тихоокеанской войны Боливия выдавала каперские свидетельства всем желающим, поскольку в это время у Боливии не было своего флота, и флот Чили постоянно угрожал ей.

## Каперские свидетельства в XXI веке
Статья 1 Конституции США упоминает право выдавать каперские свидетельства (в Секции 8) как одно из перечисленных правомочий Конгресса, наравне с властью объявлять войну. Поскольку США не подписали декларацию о запрете каперства, теоретически Конгресс может и по сей день выдавать каперские свидетельства.
На практике США не выдали ни одного каперского свидетельства с XIX века. Статус противолодочных дирижаблей в начале Второй мировой войны находился под большим вопросом. Хотя дирижаблям «Resolute» и «Volunteer» иногда приписывают «статус приватира», Конгресс не выдавал им соответствующего поручения, а президент не подписывал его.
Вопрос о каперских свидетельствах поднимал конгрессмен Рон Пол после событий 11 сентября 2001 года и повторно 21 июля 2007 года. Террористическим атакам было дано определение «воздушного пиратства», и в Конгресс был внесён «Акт о каперских свидетельствах 2001 года» (англ. Marque and Reprisal Act of 2001). В случае принятия закон дал бы президенту власть использовать каперские свидетельства против определённых террористов вместо использования их против другого государства. При этом подчёркивалось, что с терроризмом, как и с пиратством, трудно бороться традиционными военными средствами. Конгрессмен Пол также выступал за использование каперских свидетельств в борьбе против сомалийских пиратов (15 апреля 2009 года). Тем не менее, законопроекты Пола не получили силы закона.